# 秋田県立横手支援学校
秋田県立横手支援学校（あきたけんりつよこてしえんがっこう）は、秋田県横手市赤坂字仁坂にある公立特別支援学校。知的障害者を教育対象とする。

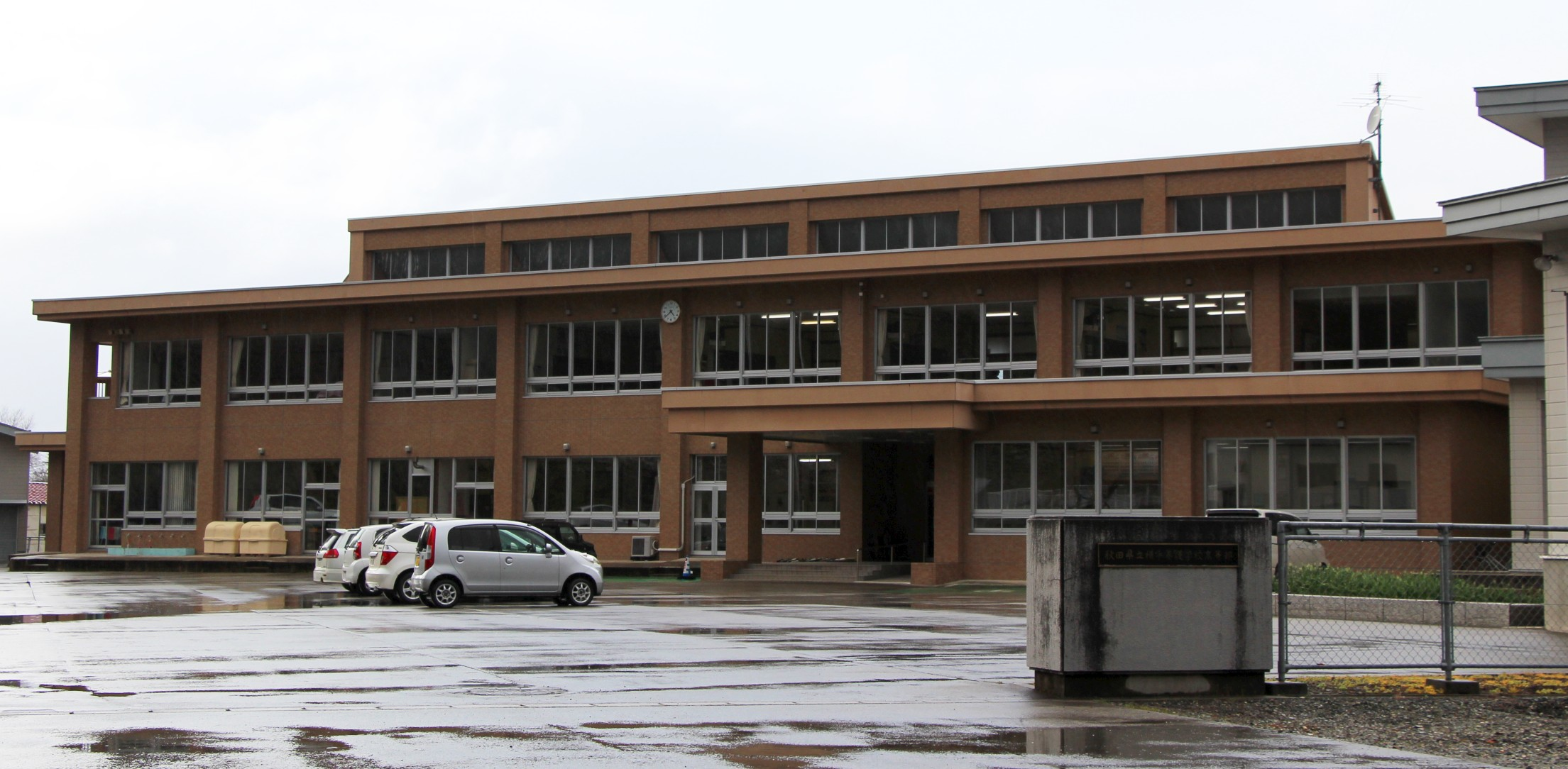
高等部校舎

## 沿革
- 1979年 - 秋田県立南養護学校として開校。秋田県立秋田養護学校からやまばと分校を移管、大曲市（現・大仙市）の花館小学校内に大曲分教室を設置。
- 1982年 - 大曲分教室を大曲小学校内に移転。
- 1987年 - やまばと分校が、秋田県立稲川養護学校（現・秋田県立稲川支援学校）として独立。
- 1992年 - 秋田県立大曲養護学校（現・秋田県立大曲支援学校）開校に伴い大曲分教室を廃止。
- 1996年 - 秋田県立横手養護学校に改称し、高等部を設置。
- 2016年4月1日 - 校名を秋田県立横手支援学校に変更[1]。

## 学部
- 小学部
- 中学部
- 高等部

## 行事
- 運動会
- 横養祭

## 分校・分教室
- やまばと分校 - 本校開校時に、秋田県立秋田養護学校から本校の分校に変更されたが、後に秋田県立稲川養護学校（現在の秋田県立稲川支援学校）として独立。
- 大曲分教室 - 後に秋田県立大曲養護学校（現在の秋田県立大曲支援学校）として独立。